# Valkeinen (sjö i Etseri, Södra Österbotten)
Valkeinen är en sjö i kommunen Etseri i landskapet Södra Österbotten i Finland. Sjön ligger 168,7 meter över havet. Den är 6,9 meter djup. Arean är 1,45 kvadratkilometer och strandlinjen är 5,45 kilometer lång. Sjön  ingår i Kumo älvs huvudavrinningsområde.   Den ligger omkring 71 kilometer öster om Seinäjoki och omkring 270 kilometer norr om Helsingfors. 